# Liste des maires de Royan
Le premier maire de Royan est élu le 4 février 1790.

## Les maires
| Maire                              | Mandat       | Mandat       | Commentaires                                                                           |  |
| Maire                              | Début        | Fin          | Commentaires                                                                           |  |
| Nicolas-Thérèse Vallet de Salignac | 1790         | 1790         |                                                                                        |  |
| François d’Aulnis de Puiraveaux    | 1790         | 1791         |                                                                                        |  |
| Daniel Renaud                      | 1791         | 1796         | Protestant                                                                             |  |
| De Correnson                       | 1796         | 1800         |                                                                                        |  |
| Daniel Renaud                      | 1800         | 1806         |                                                                                        |  |
| Guillaume Alusse                   | 1806         | 1808         |                                                                                        |  |
| Achille Pelletan                   | 1808         | 1809         | Père d'Eugène Pelletan et grand-père de Camille Pelletan, notaire impérial.            |  |
| Guillaume Alusse                   | 1810         | 1814         |                                                                                        |  |
| Achille Pelletan                   | 1814         | 1815         |                                                                                        |  |
| Raymond de Labarthe                | 1815         | 1826         |                                                                                        |  |
| Cherpentier                        | 1826         | 1830         |                                                                                        |  |
| Chouchet                           | 1830         | 1841         |                                                                                        |  |
| Pierre Bon                         | 1841         | 1845         |                                                                                        |  |
| Cherpentier                        | 1845         | 1850         |                                                                                        |  |
| Michel Augustin Bec                | 1850         | 1853         | Notaire                                                                                |  |
| Alfred de La Grandière             | 1854         | 1863         | Sur la commune de Semussac, propriétaire du château de Didonne .                       |  |
| Bascle                             | 1863         | 1864         |                                                                                        |  |
| Ardouin                            | 1864         | 1870         |                                                                                        |  |
| Frédéric Garnier                   | 1871         | 1904         | Député de la Charente-Inférieure (1889 à 1903), sénateur (1903 à 1905).                |  |
| Alain Barthe                       | 1904         | 1908         |                                                                                        |  |
| Auguste Rateau                     | 1908         | 1912         | Entrepreneur, architecte (1837-1917).                                                  |  |
| Charles Torchut                    | 1912         | 1923         | Républicain.                                                                           |  |
| Paul Métadier                      | 1923         | 1931         | Ancien maire de Talmont-sur-Gironde.                                                   |  |
| Jules Lehucher                     | 1931         | 1934         | Premier directeur du Tramway Decauville de Royan                                       |  |
| Paul Métadier                      | 1935         | 1939         | Pharmacien, il mit au point la métaspirine.                                            |  |
| Rémy Houssin                       | 1939         | 1941         |                                                                                        |  |
| Georges Vaucheret                  | 1941         | 1942         |                                                                                        |  |
| Colonel Rouquette                  | 1942         | 1944         |                                                                                        |  |
| Lenteres                           | 1944         | 1945         |                                                                                        |  |
| Demesmay                           | 1945         | 1945         |                                                                                        |  |
| Yves Domecq                        | 1945         | 1945         | Gaulliste. Médecin.                                                                    |  |
| Charles Regazzoni                  | 1945         | 1953         |                                                                                        |  |
| Max Brusset                        | 1953         | 1958         | RPF. Député de Charente-Maritime (1946-1958).                                          |  |
| Amiral Meyer                       | 1959         | 1965         | Oncle de Didier Quentin.                                                               |  |
| Jean-Noël de Lipkowski             | 1965         | 1977         | UNR. Secrétaire d'État aux affaires étrangères.                                        |  |
| Guy Tétard                         | 1977         | 1979         | Géomètre.                                                                              |  |
| Pierre Lis                         | 1979         | 1983         | Résistant, haut fonctionnaire, secrétaire de l'office régional des anciens combattants |  |
| Jean-Noël de Lipkowski             | 1983         | 1989         | RPR. Député de Charente-Maritime (1978-1997).                                          |  |
| Philippe Most                      | 1989         | 2006         | UMP. Vice-président du conseil régional Poitou-Charentes.                              |  |
| Henri Le Gueut                     | 2006         | 2008         | UMP. Vice-président de l’agglomération Royan Atlantique.                               |  |
| Didier Quentin                     | 2008         | juillet 2017 | UMP-LR. Député, neveu de l'amiral Meyer.                                               |  |
| Patrick Marengo                    | juillet 2017 | en cours     | LR. Général de corps d'armée à la retraite.                                            |  |

## Actions principales des maires de Royan
- Nicolas-Thérèse Vallet de Salignac est le premier maire élu de la commune de Royan le 4 février 1790.

- Daniel Renaud, protestant, entreprend d'améliorer le temple de Royan, en aménageant notamment ses accès[7].

- Raymond de Labarthe signe en 1819 la première ordonnance règlementant les bains de mer, qui interdit de se baigner nu dans les plages avoisinant les maisons et qui réserve la plage de Foncillon aux femmes.

- Alfred de La Grandière démissionne de sa fonction de maire en 1863 à la suite de querelles quant au choix et aux dimensions de la future église Notre-Dame de Royan, dont la construction ne débutera qu'en 1874.

- Frédéric Garnier est l'artisan de la transformation de Royan en cité mondaine. Il est à l'origine de la mise en place du tramway en 1890, de la construction d'une jetée-débarcadère sur le port, de l'édification du casino de Foncillon,  du casino municipal, ainsi que de la création du lotissement du Parc.

- Paul Métadier, en 1939, lance un mouvement de protestation et de grève administrative des maires de Charente-Inférieure pour changer le nom du département en Charente-Maritime.

- L'amiral Meyer est à l'origine de la création du premier port de plaisance pour la ville durant son mandat (1959-1965).

- Jean de Lipkowski, décide de la création du centre audiovisuel de Royan pour l'étude des langues (CAREL), en 1965. Secrétaire d'État auprès du ministre des affaires étrangères, puis ministre de la coopération, il va également influencer le choix en faveur du tracé atlantique de l'autoroute A.10, par Niort et Saintes, au détriment d'Angoulême[8]. Il est aussi à l'origine de la décision controversée de la destruction du casino en 1985 et du portique en 1986.

- Pierre Lis décide en 1982 d'agrandir le port de Royan, malgré une forte opposition des écologistes locaux[9].

- Philippe Most engage le réensablement de la plage de la Grande-Conche du 6 avril au 20 mai 1999.

## Compléments